# T-VIS

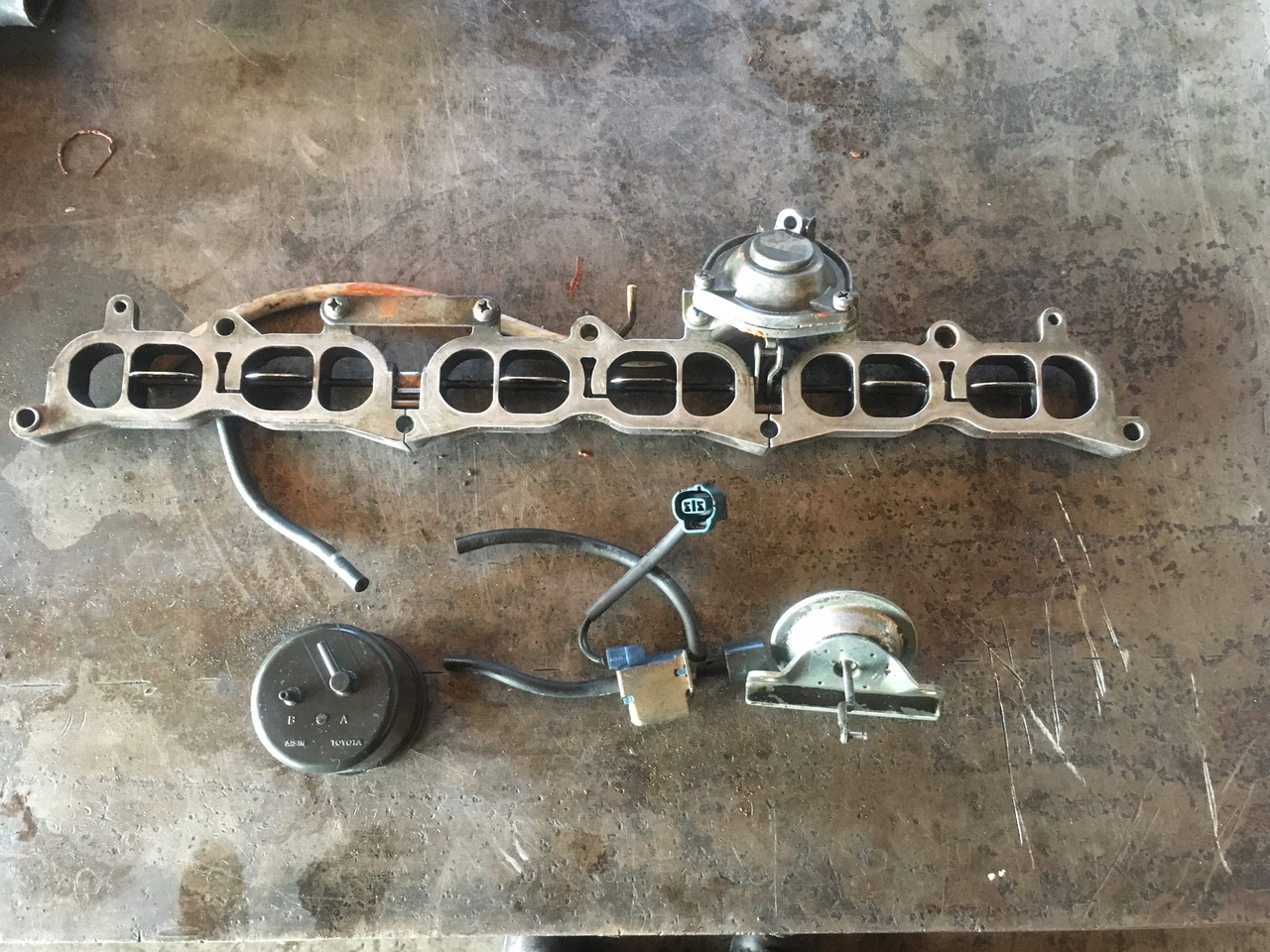
Элементы системы T-VIS двигателя 1G-GE

T-VIS (англ. Toyota Variable Induction System) — система изменения геометрии впускного коллектора, разработанная компанией Toyota. Устанавливалась на некоторые многоклапанные (более 2 на цилиндр) двигатели для улучшения качества наполнения цилиндров воздухом. Цель работы системы — обеспечение высокоскоростного потока воздуха малых объёмов на низких оборотах двигателя, а также низкоскоростного потока воздуха большого объёма на средних и высоких оборотах, что приводит к увеличению крутящего момента.
Система представляет собой блок воздушных заслонок между впускным коллектором и головкой блока цилиндров, имеющий по два проходных канала для каждого из цилиндров. В одном из двух каналов для каждого цилиндра установлена заслонка. Все заслонки соединены валом, приводимым в движение вакуумным приводом (мембраной), что приводит к открытию либо закрытию ряда заслонок.

## Принцип работы
После запуска мотора разряжение, создаваемое во впускном коллекторе, накапливается в небольшом ресивере системы. Далее оно доходит до электроклапана, управляемого ЭБУ. Компьютер даёт команду клапану открыться, разряжение подходит к управляющей мембране, втягиванием штока которой достигается поворот оси заслонок. Таким образом один из двух воздушных каналов на каждом цилиндре закрывается.
При достижении определённых оборотов двигателя (около 4200 об/мин) ЭБУ посылает сигнал закрытия на электроклапан. Вакуум на мембране пропадает, и её шток под воздействием пружины возвращается в нейтральное положение, приводя ряд заслонок в открытое состояние.

## Двигатели с системой T-VIS
- 4A-FE
- 4A-GE
- 1G-GEU/1G-GE
- 1G-GTE/1G-GTEU
- 3S-GE
- 3S-GTE
- 2VZ-FE